# Robert von Anjou

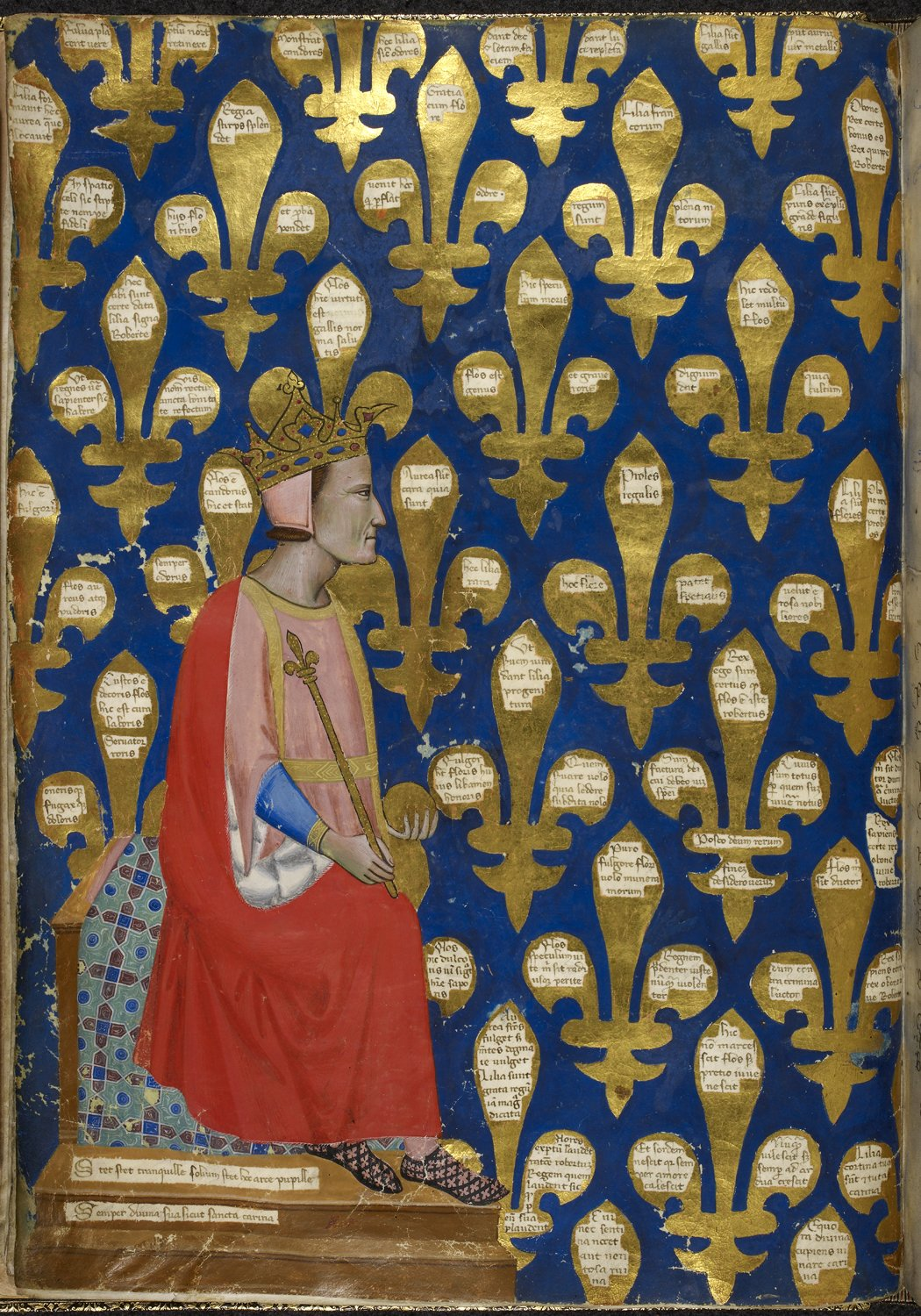
Robert von Anjou; Darstellung in der Convenevole da Prato zugeschriebenen Lobschrift „Regia Carmina“, ca. 1336

Robert von Anjou (italienisch Roberto d’Angiò; * 1278; † 20. Januar 1343), auch „der Weise“ (italienisch il Saggio) genannt, war ein König von Neapel von 1309 bis 1343. Er stammte aus dem Älteren Haus Anjou (Anjou-Capet).

## Leben
Er war ein Sohn des Königs Karls II. „des Lahmen“ von Neapel und der Maria von Ungarn. Robert wird das erste Mal 1288 erwähnt, als er mit seinen Brüdern Ludwig und Raimund als Geisel im Austausch gegen seinen Vater in die Gefangenschaft des Königs von Aragon gekommen ist.
Als ihn König Jakob II. von Aragón Ende 1295 freiließ, wurde er von seinem Vater zum Vikar ernannt. Am 24. Februar 1297 wurde er zum Herzog von Kalabrien erhoben. Dies erklärt sich dadurch, dass Roberts ältester Bruder, Karl Martell, zunächst für den ungarischen Thron vorgesehen war und zudem schon früh starb, während der zweitälteste Bruder, der später heiliggesprochene Ludwig von Toulouse, frühzeitig in den Franziskanerorden eintrat. Obwohl mit Karl Robert von Ungarn, als Sohn Karl Martells, noch ein Prätendent mit höherer Legitimation zur Verfügung stand, konnte Robert nach dem Tod seines Vaters den Thron besteigen. Er hatte dabei die Unterstützung des Papstes und die seiner jüngeren Brüder, denn Karl Robert war noch unmündig und Robert hatte sich bereits als Verteidiger der guelfischen Sache gegen das ghibellinische Aragón erwiesen.
Robert von Anjou heiratete Yolande von Aragon, die Ehe selbst wurde von Papst Bonifatius VIII. inszeniert. Robert hatte in der Zwischenzeit Sizilien an Friedrich II. von Sizilien, verloren. 1299 kam es erneut zum Krieg. Robert brach den Feldzug aber nach einigen Niederlagen ab. Als legitimer Nachfolger wurde Robert von Anjou zehn Jahre später, nach dem Tod seines Vaters am 5. Mai 1309, vom Papst in Avignon zum König von Sizilien gekrönt.
In den folgenden Jahren avancierte Robert zum Führer der antikaiserlichen Guelfen und übernahm in mehreren norditalienischen Städten die Signoria. Eben in dieser Zeit sollte die politische Lage in Italien aus den Fugen geraten, als der römisch-deutsche König Heinrich VII. im Frühjahr 1312 mit seinem Heer vor den Toren Roms stand und eine Restauratio imperii anstrebte. Die Spannungen zwischen Robert und Heinrich bauten sich immer weiter auf, neapolitanische Truppen beteiligten sich auch am Kampf in Rom gegen Heinrich. Er, der seit dem 29. Juni 1312 Kaiser war, verurteilte Robert im Frühjahr 1313 wegen Majestätsverbrechen zum Tode, konnte das Urteil wegen seines frühen Todes (24. August 1313) jedoch nicht mehr in die Tat umsetzten. Zahlreiche Denkschriften waren sowohl im Auftrag des Kaisers als auch Roberts verfasst worden. Der Kaiser beharrte darauf, dass sich Robert vor ihm zu verantworten hätte – und in der Tat war Robert gleichzeitig ein Vasall Heinrichs, da Robert mehrere Reichsterritorien besaß. Robert andererseits wies dies von sich und stellte das Kaisertum an sich in Frage. Aber auch nach dem Tod des Kaisers änderte sich diese Lage nicht: Die toskanischen Guelfen wurden 1315 in der Schlacht bei Montecatini verheerend geschlagen, Bruder und Neffe fielen.
Papst Johannes XXII. half Robert von Anjou schließlich, sein Ansehen in Italien zurückzugewinnen. Erst der Italienzug von Ludwig dem Bayern brachte 1327 Robert erneut in Bedrängnis, während er gleichzeitig seine Kräfte beim vergeblichen Versuch aufrieb, Sizilien zu erobern.

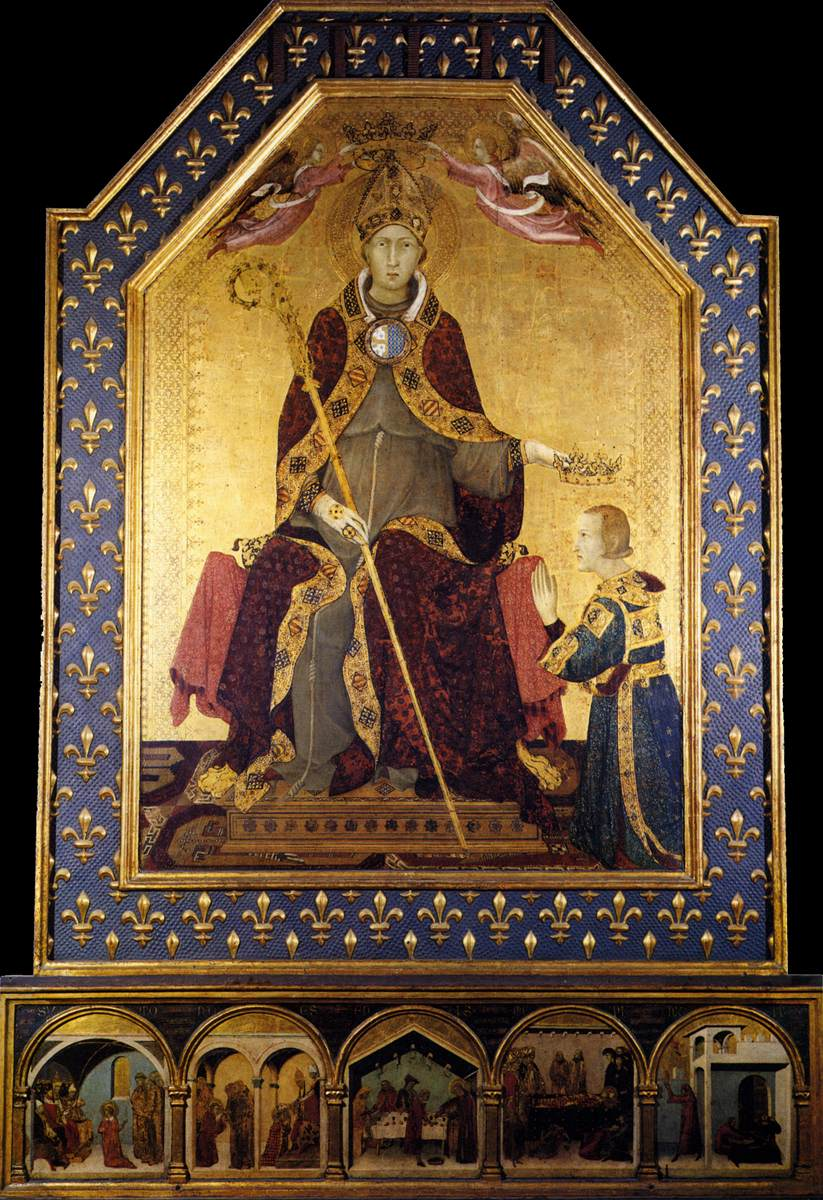
Der heilige Ludwig von Toulouse krönt seinen Bruder Robert von Anjou
(Simone Martini, 1317)

Trotz der Fehlschläge in der Politik und der zwölf fehlgeschlagenen Kriegszüge genoss Robert von Anjou ein recht gutes Ansehen. Seinen Beinamen der Weise hatte er seiner außergewöhnlich aktiven Beteiligung an der Förderung von Wissenschaft und Kunst zu verdanken. Er förderte Francesco Petrarca, den er zum Dichter krönte, und Giovanni Boccaccio sowie Künstler wie Tino di Camaino, Simone Martini und Giotto di Bondone.
Das Finanzsystem und die Ausfuhr von Weizen, des wichtigsten Handelsguts, überließ er weitgehend den von ihm privilegierten Florentiner Handels- und Bankgesellschaften der Bardi, Acciaiuoli und Peruzzi.

## Ehen und Nachkommen
In erster Ehe war Robert seit 1297 mit Yolande von Aragon († 1302) verheiratet, einer Tochter des Königs Peter III. von Aragon und der Konstanze von Hohenstaufen. Ihre Kinder waren:
- Karl (* 1298 in Neapel; † 9. November 1328 daselbst), Herzog von Kalabrien
- Ludwig (* 1301 in Catania; † 12. August 1310 in Neapel)

1304 heiratete Robert in Perpignan die Prinzessin Sancha von Mallorca, Tochter des Königs Jakob II. von Mallorca und der Esclarmonde von Foix. Die Ehe blieb kinderlos.
Robert hatte mindestens noch drei uneheliche Kinder:
- Maria d’Aquino († 1382): Sie war Boccaccios Fiammetta, mitbeteiligt am Mord an Andreas von Ungarn wurde sie deshalb von Karl von Durazzo enthauptet.
- Charles d’Artois (* um 1300; † 1346), Conte di Santa Agata de’ Goti: Sein Sohn war der Mörder des Andreas von Ungarn und wurde deshalb im Auftrag Karls von Durazzo vergiftet.
- Fiametta († vor 1343): Sie verliebte sich in Andreas Thopia und heiratete ihn gegen den Willen ihres Vaters. Zusammen mit ihm wurde sie auf Befehl ihres Vaters in Neapel exekutiert.[1]